# Tour de Lasalle
De Tour de Lasalle is een wielerronde die jaarlijks wordt verreden in de Kop van Noord-Holland. De ronde werd in 1955 voor het eerst verreden als een militair sportevenement en werd later een meerdaagse amateurwedstrijd.

## Geschiedenis

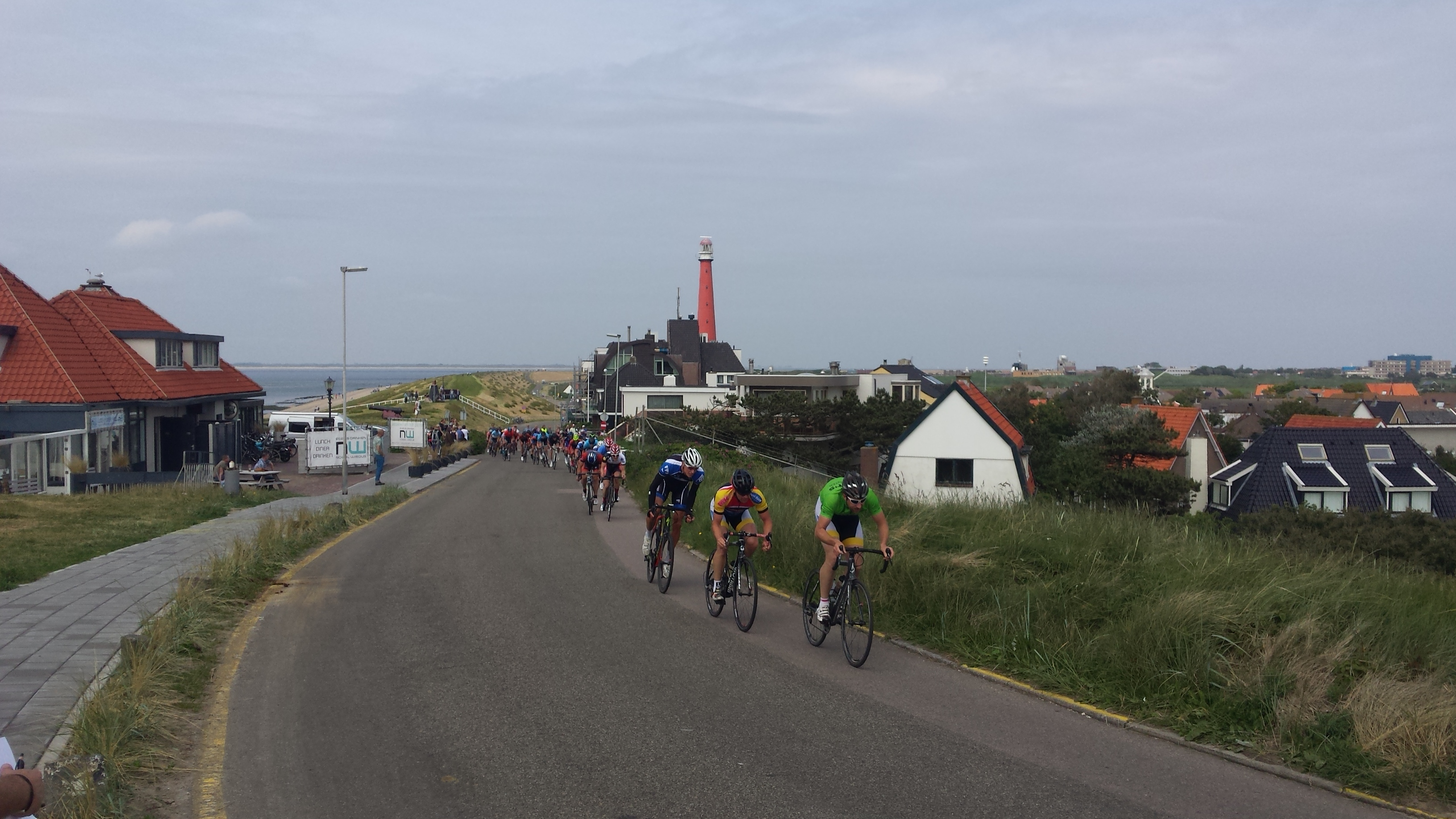
De Tour de Lasalle in Huisduinen (2016)

De eerste editie van het evenement vond plaats in 1955. De bedenkers waren werkzaam bij de Koninklijke Marine op Fort Erfprins en wilden een eigen miniversie van de Tour de France organiseren voor marinepersoneel. Gekozen werd voor de Frans klinkende naam Tour de Lasalle. Lasalle was de oude naam van Fort Erfprins ten tijde van Napoleon, het fort was vernoemd naar generaal Lasalle. Er mochten alleen amateurs meedoen en alleen 'gewone' fietsen mochten worden gebruikt. De fietsen moesten minimaal 13,5 kilo wegen en race-sturen, voetclips, versnellingen en tubes waren verboden. Er konden truien gewonnen worden en er werden prijzen beschikbaar gesteld door de Helderse burgerij. De start en finish vonden plaats op marinekazerne Erfprins en marinepersoneel faciliteerde het evenement. Door gebrek aan financiën verdween medio jaren 1970 het marinekarakter van de Tour de Lasalle. Stichting Tour de Lasalle werd opgericht zodat het evenement kon blijven bestaan.

## Parcours
De Tour de Lasalle wordt verreden in vijf etappes, verdeeld over vier dagen. De tour begint op donderdag en eindigt op zondag. Op donderdagavond wordt er een omloop gereden op Texel. Op vrijdagavond volgt een omloop in en rond Den Helder. Op zaterdag zijn er twee etappes: in de ochtend een individuele tijdrit, gevolgd door een omloop in de middag. Tot slot staat er op zondag nog een criterium op het programma.

## Klassementen
De Tour de Lasalle kent diverse klassementen. Behalve de strijd om het eindklassement dat om secondenwerk draait, strijden de renners ook om punten die er iedere etappe te verdienen zijn. De renner die bovenaan in het klassement staat mag de eerstvolgende etappe met deze kleur trui rijden. 
- Algemeen klassement - Gele trui: Kortste totale tijd over alle etappes.
- Puntenklassement - Groene trui: Punten worden gescoord aan het eind van de etappes.
- Jongerenklassement - Blauwe trui: Hoogst genoteerde U23 renner in het algemeen klassement.                                                                                               (Vanaf 2019 t/m 2024 stond de blauwe trui voor het amateurklassement)
- 40+ Klassement - Witte trui: Hoogst genoteerde renner die 40 jaar of ouder is in het algemeen klassement.                                                                     (Vanaf 2019 t/m 2024 stond de witte trui voor het sportklasse klassement. T/m 2018 stond de witte trui voor het B klassement)
- Regioklassement - Regiotrui: hoogst genoteerde renner in het algemeen klassement uit de regio.
- Ploegenklassement - Kortste totale tijd van de eerste drie rijders over alle etappes.

## Winnaars
| 2024 | L. Weijers       | T. van Lopik             | L. Weijers      | B. Sinnige         | L. Weijers      | Sinnige Bouwmanagement CT          |
| 2023 | T. Brusselman    | T. Brusselman            | B. Danklof      | T. Brusselman      | L. Weijers      | Fixmybody Cycleteam                |
| 2022 | G. van Nierop    | J. de Boer               | G. van Nierop   | K. Blokdijk        | G. van Nierop   | Team Mutasport.nl                  |
| 2021 | G. van Nierop    | P. Hackman               | G. van Nierop   | J. Kras            | G. van Nierop   | Streetjump Development             |
| 2020 | Niet uitgereikt  | Niet uitgereikt          | Niet uitgereikt | Niet uitgereikt    | Niet uitgereikt | Niet uitgereikt                    |
| 2019 | K. Blokdijk      | J. de Boer               | C. Snoek        | K. Blokdijk        | Niet uitgereikt | Brandsma Koffie 1                  |
| 2018 | J. Krijnsen      | J. Blokker               | J. Krijnsen     | A. Bos             | J. Blokker      | A Tuin Den Helder BV               |
| 2017 | T. Zuurbier      | S. Schipper              | R. Slagter      | A. Hospes          |                 | Govers / DOK 1                     |
| 2016 | S. Boon          | R. Vriend                | R. de Vries     | V. Meinsma         |                 | Klein-Keppel 1                     |
| 2015 | G. van Nierop    | R. Bertelink             | G. van Nierop   | W. Leen            |                 | RWV De Spartaan 1                  |
| 2014 | R. Bertelink     | R. Schaap                | L. van der Meer | G. van Haaften     |                 | WV Olbers & IJlstra                |
| 2013 | A. de Heer       | R. Bertelink             | B. van der Kamp | N. Lennings        |                 | Govers / DOK 1                     |
| 2012 | M. Hulzebos      | R. Pronk                 | J. Agema        | C. Ooijevaar       |                 | Govers / DOK 1                     |
| 2011 | B. Burggraaf     | B. Burggraaf             | R. Davidse      | J.v.d.Water        |                 | Koninklijke Marine                 |
| 2010 | R. Mulder        | B. Bervoets              | R. van Breda    | M. de Boer         |                 | WV Olbers & IJlstra                |
| 2009 | M. Hulzebos      | R. Konijn                | R. van Breda    | F. Koenen          |                 | Govers / Verdoes                   |
| 2008 | A. de Heer       | M. Henrix                | T. Jansen       | F. Vis             |                 | Govers / Verdoes                   |
| 2007 | M. Hulzebos      | H. van Wonderen          | H. van Wonderen | E. de Vries        |                 | Van Twillert/Intersport            |
| 2006 | M. Hulzebos      | F. Koenen                | H. van Wonderen | D.J. Kossen        |                 | Van Twillert/Intersport            |
| 2005 | F. Koenen        | M. Vlijm                 | H. van Wonderen | B. de Haan         |                 | Noordstad/Verdoes                  |
| 2004 | J. Schilder      | J. Schilder              | M. Slagter      | M. Duijs           |                 | Van Twillert/Intersport            |
| 2003 | C. Ooyevaar      | F. Koenen                | N. Dekker       | J. van Zeijderveld |                 | Noordstad/Verdoes                  |
| 2002 | S. Dekker        | J. Konijn                | N. Dekker       | R. v. Couwenhoven  |                 | Reenders/Oosterbeek                |
| 2001 | G. Suijk         | R. Verdoes               | N. Dekker       | R. Stam            |                 | Noordstad/Verdoes                  |
| 2000 | R. Verdoes       | R. Westerink             | K. van Wonderen | M. Verhoeven       |                 | Atlas/Verdoes                      |
| 1999 | R. van Dongen    | A. van Straten           | M. Bruul        | P. Wokke           |                 | Mosk Motorrevisie/Schra Tweewieler |
| 1998 | A. de Heer       | A. de Heer               |                 | M. v.d. Heijde     |                 | Atlas/Verdoes                      |
| 1997 | R. Wassenburg    | R. Wassenburg            |                 | M. Hoekstra        |                 | Vinkenhout/Sinnige/Beukers         |
| 1996 | A. de Heer       | A. de Heer               |                 | D. Bos             |                 | Atlas/Verdoes                      |
| 1995 | R. Wassenburg    | R. Wassenburg            |                 | T. van Graven      |                 | Beukers/Sinnige                    |
| 1994 | E. Scholte       | K. Hoornsman             |                 | W. Oosterbeek      |                 | Fazant/Verdoes                     |
| 1993 | C. Kraak         | K. Hoornsman             |                 | L. Suiker          |                 | Fazant/Verdoes                     |
| 1992 | W. Mulder        | R. Wassenburg            |                 | L. Suiker          |                 | Heldersche Courant                 |
| 1991 | R. Clowting      | R. Wassenburg            |                 | P. v.d. Kley       |                 | Heldersche Courant                 |
| 1990 | R. Wassenburg    | R. Wassenburg            |                 | A. Eriks           |                 | Heldersche Courant                 |
| 1989 | P. Keetman       | R. Wassenburg            |                 | W. Oosterbeek      |                 | Heldersche Courant                 |
| 1988 | F. Lutterman     | R. Wassenburg            |                 | H. v.d. Laan       |                 | Heldersche Courant                 |
| 1987 | P. de Haan       | P. de Haan               |                 | L. Jacobs          |                 | Mazda/Intersport                   |
| 1986 | P. Tesselaar     | P. Tesselaar             |                 | U. Tolner          |                 | Onze Krant/Oosterbeek              |
| 1985 | P. Tesselaar     | P. Tesselaar             |                 | P. Tesselaar       |                 | J. Janssen/Onze krant/Oosterbeek   |
| 1984 | H. v.d. Sloot    | H. v.d. Sloot            |                 | H. v.d. Sloot      |                 | Onze Krant/Oosterbeek              |
| 1983 | H. Stam          | M. v.d. Heijde           |                 | B. de Jong         |                 | J. Verdoes                         |
| 1982 | H. v.d. Sloot    | B. de Jong               |                 | B. de Jong         |                 | J. Verdoes                         |
| 1981 | H. Stam          | J. v.d. Velde            |                 | J. Spoolder        |                 | J. Verdoes                         |
| 1980 | P. Tesselaar     | P. Tesselaar             |                 | P. Tesselaar       |                 | J. Janssen/Onze Krant              |
| 1979 | D. Bos           | J. Boerema               |                 | B. Lemmens         |                 | J. Janssen/Onze Krant              |
| 1978 | J. Geijsel       | J. Geijsel               |                 | J.R. Kruithof      |                 | J. Janssen/Onze Krant              |
| 1977 | J. Geijsel       | J. Geijsel               |                 | B. Lemmens         |                 | W.S.O.V. / Schooten B.V.           |
| 1976 | J. Geijsel       | J. Geijsel               |                 | B. de Jong         |                 | W.S.O.V. 1                         |
| 1975 | M. v.d. Berg     | B. de Jong               |                 | B. de Jong         |                 | W.S.O.V. 1                         |
| 1974 | H. v.d. Sloot    | W. Oosterbeek            |                 | B. de Jong         |                 | W.S.O.V. 1                         |
| 1973 | W. Oosterbeek    | W. Oosterbeek            |                 | N. Ridder          |                 | W.S.O.V. 1                         |
| 1972 | R. Spigt         | R. Spigt                 |                 | N. Ridder          |                 | H.P.S.V.                           |
| 1971 | T. Hasebos       | T. Hasebos/P. Zuiderwijk |                 | G. Mulder          |                 | W.S.O.V. 1                         |
| 1970 | W. Nieuwenhuis   | G.P. Mulder              |                 | G. Mulder          |                 | W.S.O.V. 1                         |
| 1969 | N. Looy          | R. Spigt                 |                 | N.J. Looy          |                 | Marine Kazerne Erfprins            |
| 1968 | V.d. Meer        | V.d. Gruythuizen         |                 | J. Wesseling       |                 | Van Braam Houckgeest Kazerne Doorn |
| 1967 | A. Zwijnenburg   | J.C. Bax                 |                 | N.J. Looy          |                 | Van Braam Houckgeest Kazerne Doorn |
| 1966 | J.C. Bax         | J.C. Bax                 |                 | N.J. Looy          |                 | Van Braam Houckgeest Kazerne Doorn |
| 1965 | B. Lemmens       | B. Lemmens               |                 | B. Lemmens         |                 | W.S.O.V. 1                         |
| 1964 | A. Noors         | A. Noors                 |                 | C. de Jong         |                 | Van Braam Houckgeest Kazerne Doorn |
| 1963 | H. Scholten      | W. Schmidt               |                 | C. de Jong         |                 | Marine Kazerne Erfprins            |
| 1962 | H. Angevare      | H. Angevare              |                 | C. de Jong         |                 | W.S.O.V. 1                         |
| 1961 | A. Steyns        | C. de Jong               |                 | J. Post            |                 | W.S.O.V. 1                         |
| 1960 | M.C. Rentmeester | M.C. Rentmeester         |                 | H. van Hoppe       |                 | Artillerie School A                |
| 1959 | B. Braakman      | C. de Jong               |                 | H. van Hoppe       |                 | Marine Brandweer                   |
| 1958 | B. Braakman      | B. Braakman              |                 |                    |                 | Koninklijke Luchtmacht             |
| 1957 | M. Koops         | M. Koops                 |                 |                    |                 | Artillerie School B                |
| 1956 | R. v.d. Ruit     | R. v.d. Ruit             |                 |                    |                 | Van Kinsbergen                     |
| 1955 | R.H. Vissers     | R.H. Vissers             |                 |                    |                 | Van Kinsbergen                     |